# Range Rover Evoque
Range Rover Evoque – samochód osobowy typu SUV klasy kompaktowej produkowany pod brytyjską marką Land Rover od 2011 roku. Od 2018 roku produkowana jest druga generacja modelu.

## Pierwsza generacja

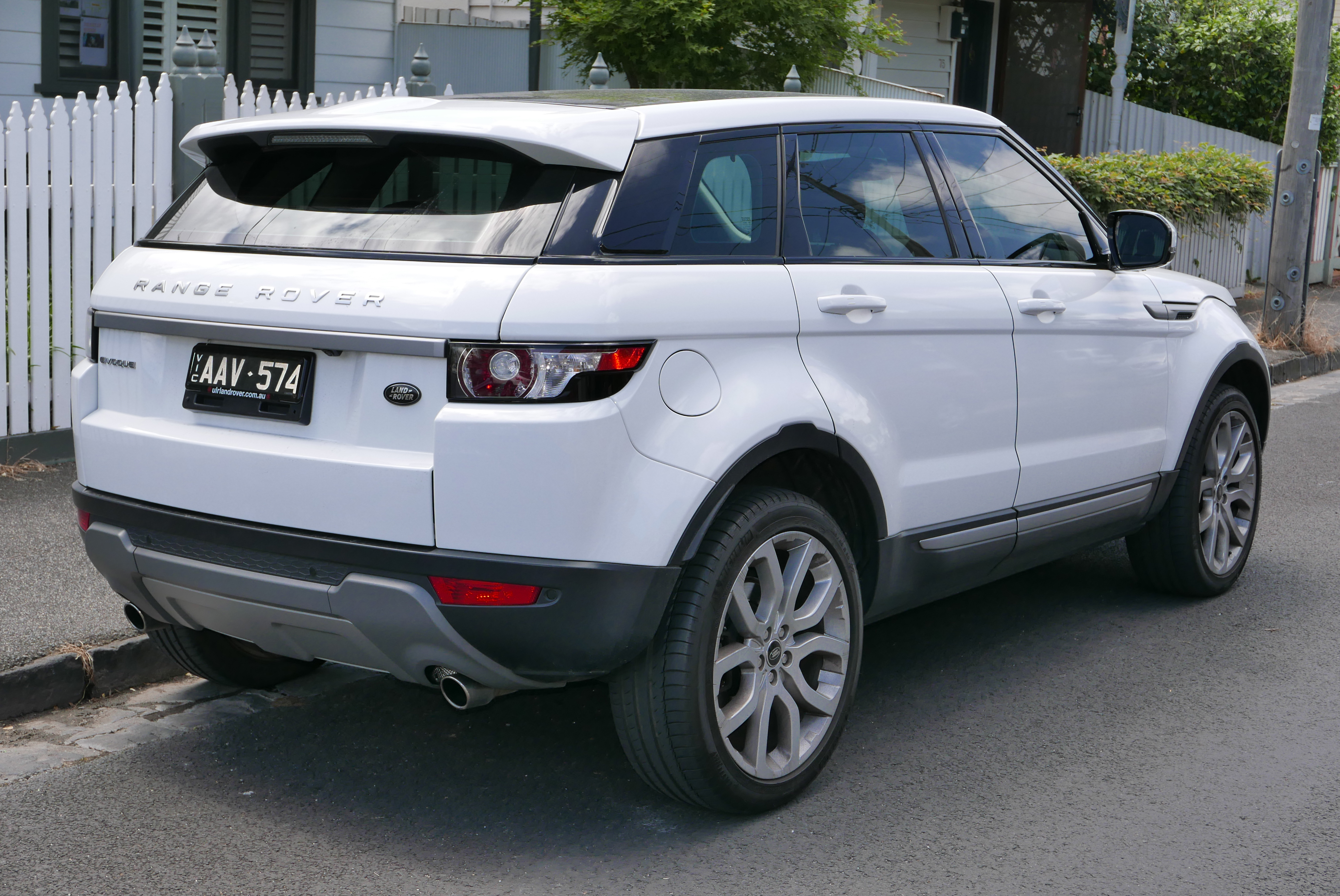
Range Rover Evoque I – tył

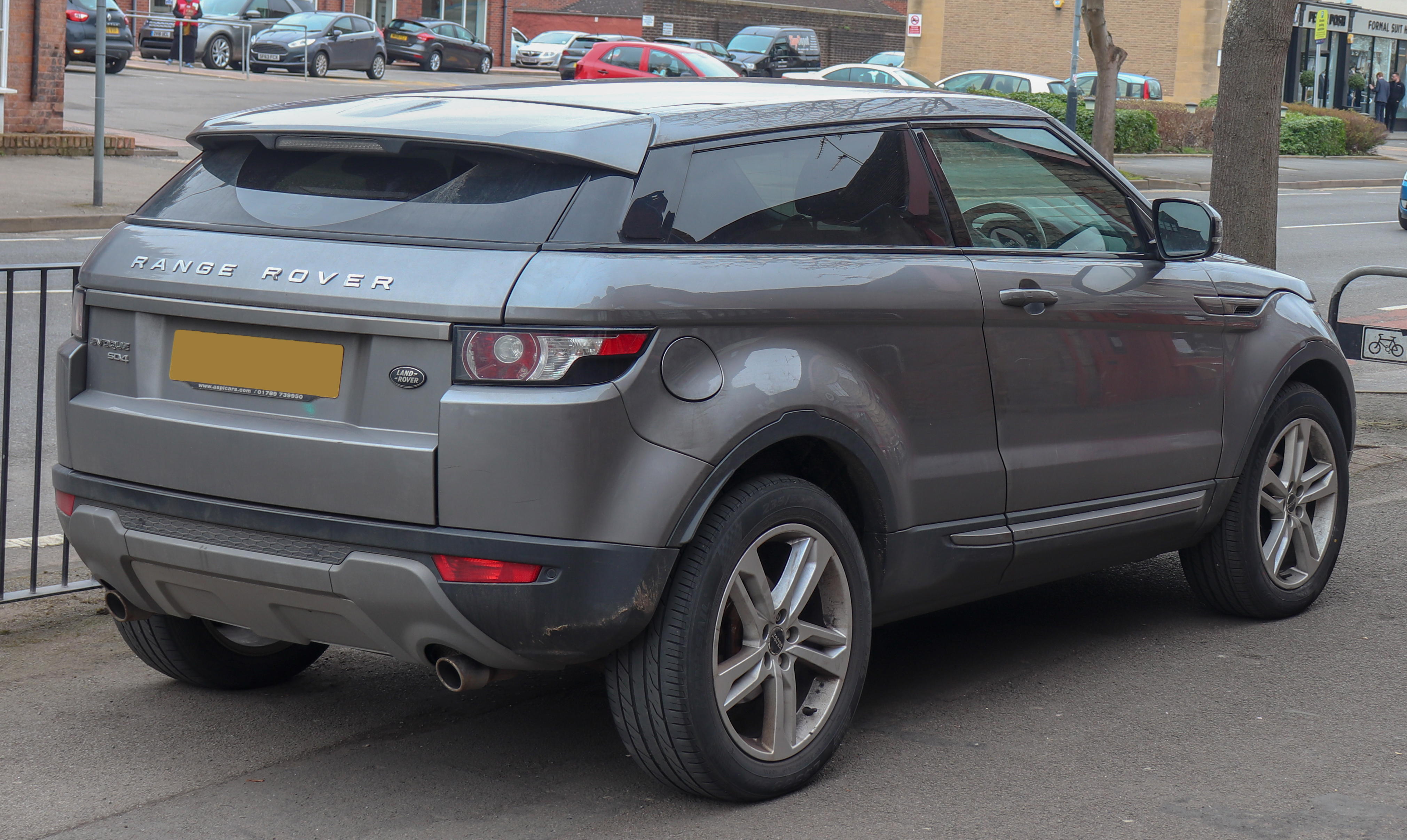
Range Rover Evoque I w wersji trzydrzwiowej

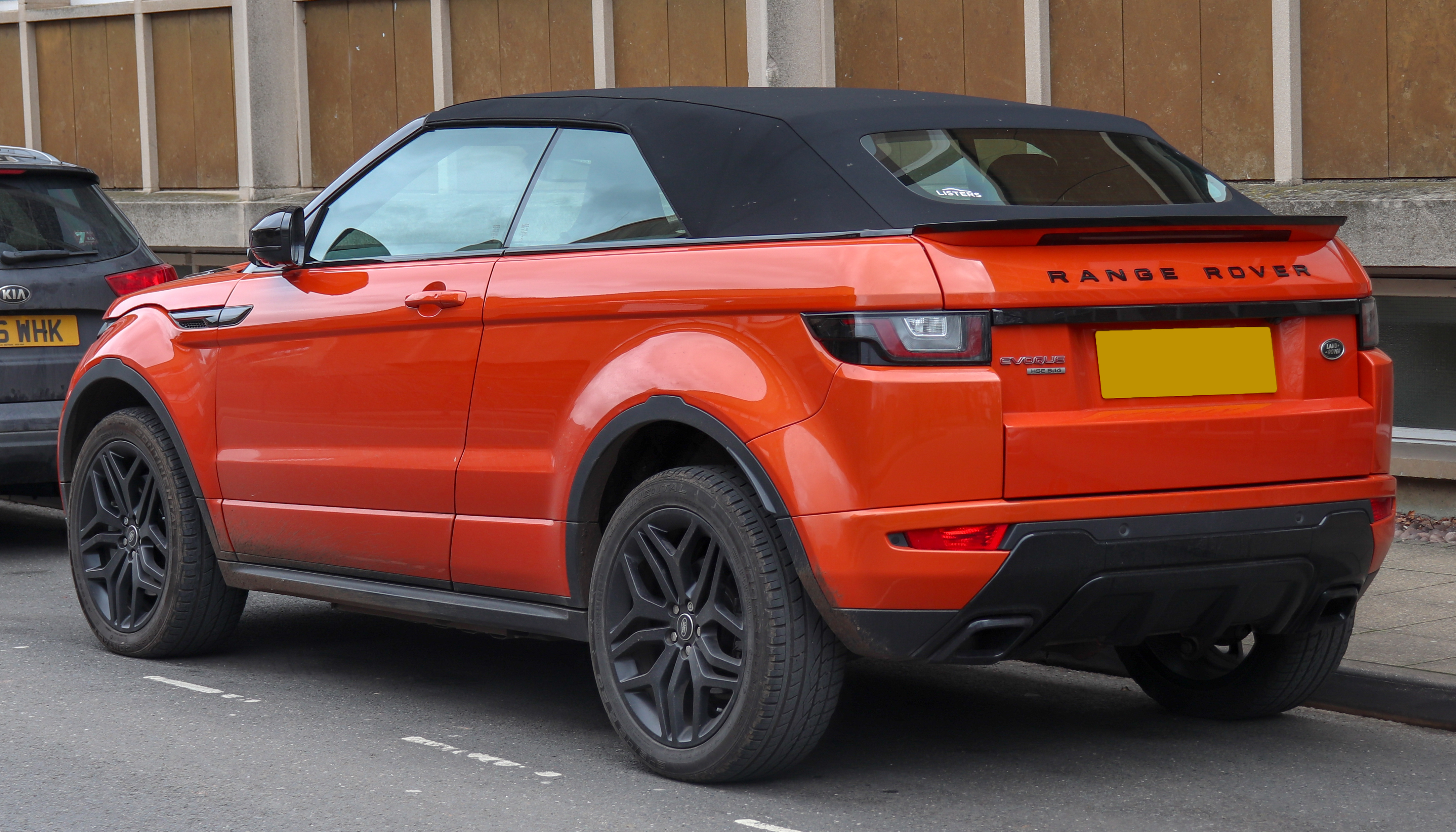
Range Rover Evoque I Cabriolet

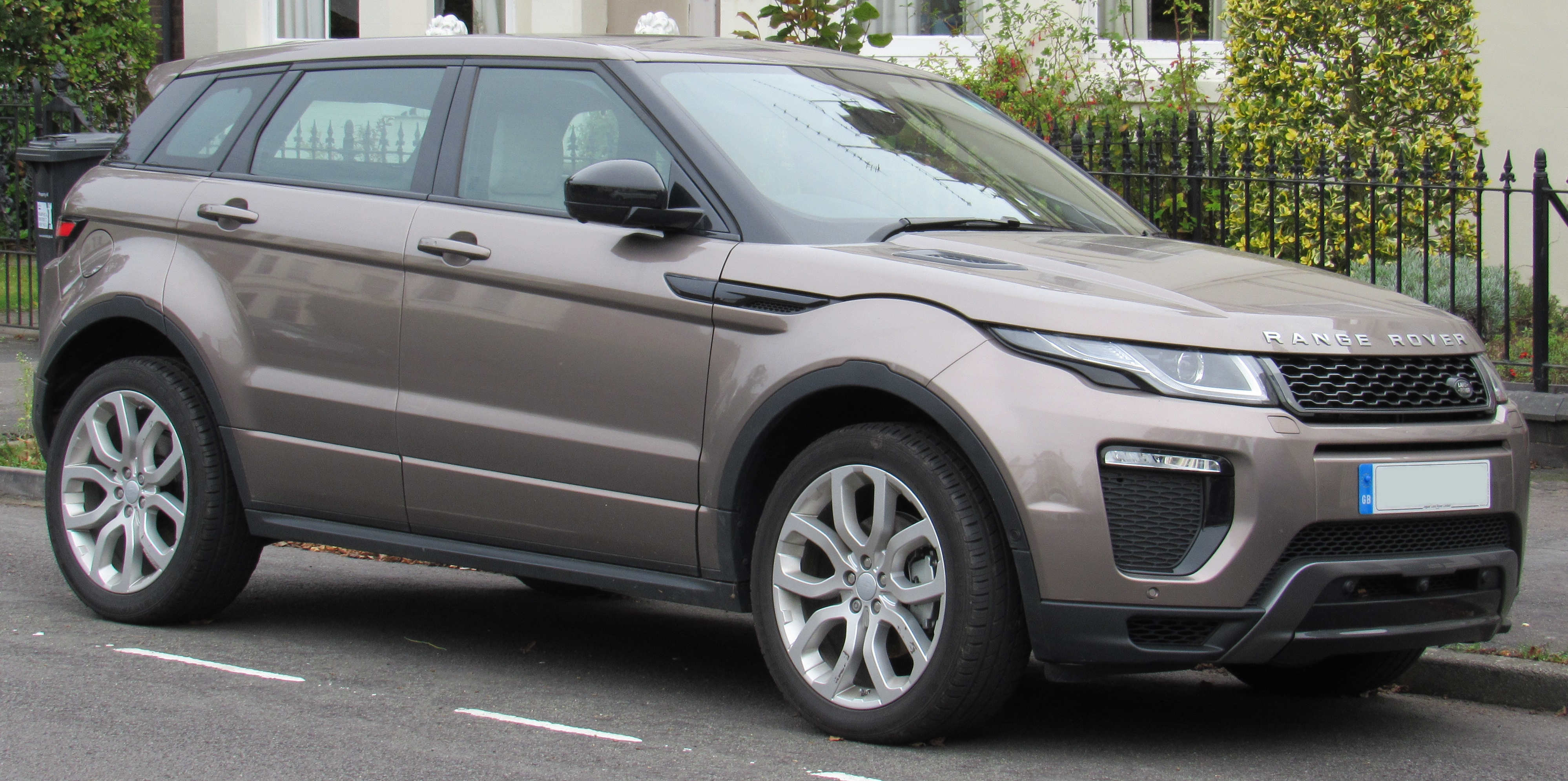
Range Rover Evoque I po liftingu

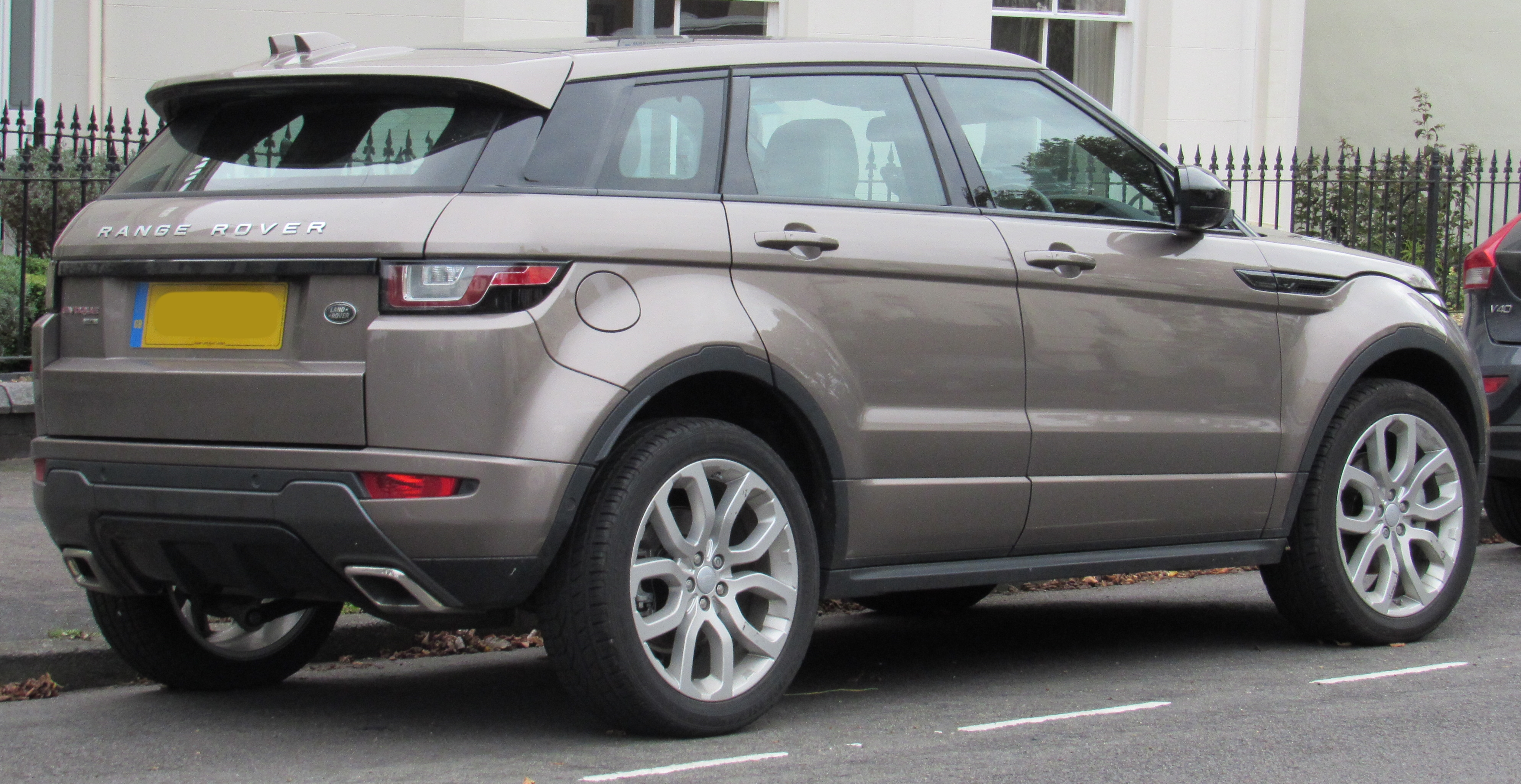
Range Rover Evoque I – tył po liftingu

Range Rover Evoque I został zaprezentowany po raz pierwszy w 2011 roku.
Premierę najmniejszego modelu z linii modelowej Range Rovera poprzedziła prezentacja podczas targów motoryzacyjnych w Detroit w styczniu 2008 roku prototypu Land Rover LRX. Wersja produkcyjna od koncepcyjne różnie się jedynie detalami, jednak ostatecznie została włączona do gamy submarki Range Rover.
11 marca 2009 roku rząd Wielkiej Brytanii przeznaczył ponad 27 milionów funtów na rzecz Land Rovera. Pieniądze przeznaczono na produkcję nowego samochodu (LRX), z zastrzeżeniem, że wytwarzanie samochodów ma się odbywać w mieście Halewood w Anglii.
Produkcję modelu rozpoczęto 4 lipca 2011 roku. Pierwsze egzemplarze trafiły do klientów we wrześniu tego samego roku. Pierwszy pojazd, który zjechał z linii produkcyjnej trafił do British Motor Industry Heritage Trust, gdzie dodano go do kolekcji. Auto ma bardzo nowoczesny design. Evoque występuje w dwóch wersjach nadwozia – 3-drzwiowej (Evoque Coupe) i 5-drzwiowej.
Podczas targów motoryzacyjnych w Genewie w marcu 2012 roku zaprezentowano wersję kabriolet pojazdu. Auto powstało na bazie 3-drzwiowego modelu.
Pod koniec 2013 roku auto przeszło delikatną modernizację na rok modelowy 2014. Do oferty dołączono 9-biegową automatyczną skrzynię biegów powstałą we współpracy z firmą ZF, a także system aktywnego napędu Active Driveline, który zmienia auto z napędem na cztery koła w przednionapędówkę przy prędkościach powyżej 35 km/h. Przy okazji do układów bezpieczeństwa dołączono system odczytywania znaków drogowych, utrzymywania na danym pasie ruchu oraz asystenta parkowania.
Podczas targów motoryzacyjnych w Genewie w marcu 2015 roku zaprezentowano wersję po face liftingu. Zmieniono m.in. przedni zderzak, osłonę chłodnicy (dostępną od teraz w dwóch wzorach), reflektory przednie wykonane w technologii LED oraz nowe wzory felg. We wnętrzu pojazdu zastosowano nowy system multimedialny z dotykowym ekranem o przekątnej 8-cali, a także fotele i obicia drzwi. Poszerzono ofertę dostępnych tapicerek. Przy okazji wprowadzono nową, wysokoprężną jednostkę napędową znaną z Jaguara XE o pojemności 2 l i mocy 150 oraz 180 KM.

### Wersje wyposażeniowe
- Pure
- SE
- SE DYNAMIC
- HSE
- HSE DYNAMIC
- CONVERTIBLE SE DYNAMIC
- CONVERTIBLE HSE DYNAMIC

Standardowe wyposażenie obejmuje m.in. 17-głośnikowy system audio firmy Meridian, 8-calowy dotykowy wyświetlacz, nawigację GPS oraz system multimedialny dla pasażerów tylnej kanapy, czujniki parkowania z tyłu, elektrycznie regulowane, podgrzewane oraz z wbudowanymi kierunkowskazami lusterka zewnętrzne, reflektory halogenowe, podgrzewaną tylną szybę, podgrzewane przednie fotele, automatyczną klimatyzację z filtrem powietrza, nastrojowe oświetlenie wnętrza, przycisk Start&Stop, HSA, ABS, EPAS, elektroniczny hamulec postojowy, system kontroli trakcji (ETC), RSC, DSC, system poduszek powietrznych, tempomat.
Opcjonalnie pojazd wyposażyć można w szklany, panoramiczny dach, reflektory ksenonowe ze światłami pozycyjnymi LED oraz spryskiwaczami, adaptacyjne ksenonowe reflektory HID ze światłami pozycyjnymi LED, automatycznym poziomowaniem, doświetlaniem zakrętów i spryskiwaczem, czujnik zmierzchu, światła przeciwmgłowe, system Park Assist, elektrycznie sterowana tylna kanapa, system bezkluczykowy, system rozrywki.

### Edycje specjalne
- Autobiography
- Autobiography Dynamic
- Victoria Beckham Edition
- Sicilian Yellow
- NW8 – 1000 egzemplarzy
- SW1

### Nagrody
- North American SUV of the Year 2012[8].
- World Design Car of the Year 2012
- Motor Trend SUV of the Year 2012
- Auto Express Car of the Year 2011

## Druga generacja

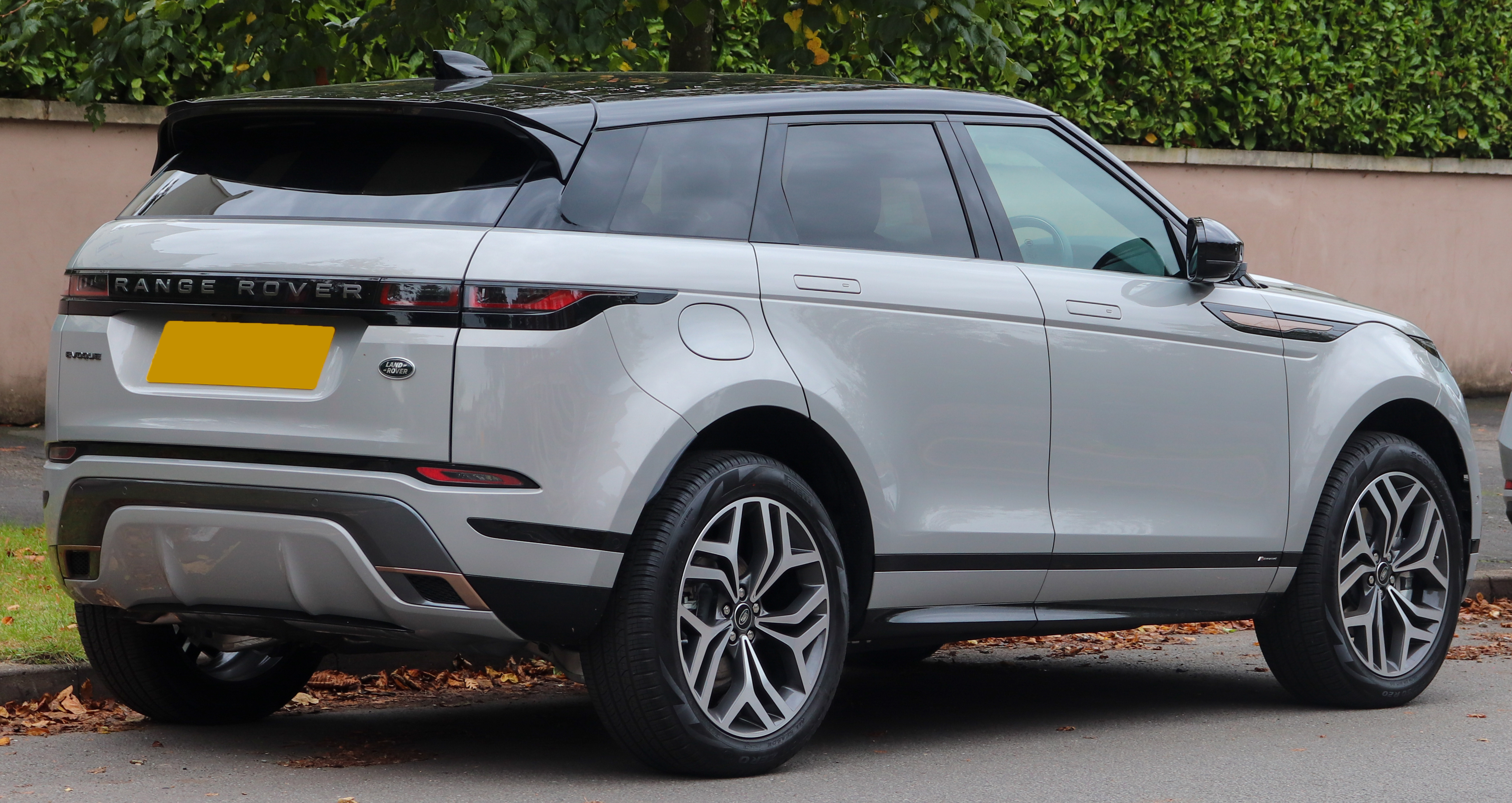
Range Rover Evoque II – tył

Range Rover Evoque II został zaprezentowany po raz pierwszy w 2018 roku.
Zupełnie nowe, drugie wcielenie Evoque przedstawiono w listopadzie 2018 roku. Pod kątem stylistycznym, samochód zachował ewolucyjny kierunek zmian, uzyskując podobne co w poprzedniku proporcje nadwozia z charakterystycznymi, zwężanymi lampami, małą powierzchnią szyb i wąską atrapą chłodnicy. Jednocześnie, styliści Land Rovera upodobnili Evoque II do większego modelu Velar przedstawionego rok wcześniej, co obrazują dłuższe tylne lampy, subtelniejsze przetłoczenia na karoserii i charakterystyczne, chowane klamki na drzwiach aktywujące się po naciśnięciu.
Ewolucyjny kierunek zmian pojawił się także w środku, gdzie dotychczasowy schemat deski rozdzielczej zdecydowano unowocześnić i upodobnić ponownie do rozwiązań z modelu Velar. W efekcie, w konsoli centralnej pojawiło się więcej ekranów dotykowych, które zastąpiły klasyczne przyciski. Dotykowe panele zamontowano nawet na kole kierownicy.
Sprzedaż Range Rovera Evoque II ruszyła w Polsce w marcu 2019 roku. Samochód po raz pierwszy jest oferowany ze zelektryfikowanymi silnikami, które wykonano w ramach tzw. układu mild hybrid. Każda jednostka wyposażona jest w dodatkowy generator elektryczny, który działa podczas ruszania i hamowania, uzyskując z tego energię. Tym razem, samochód jest dostępny tylko jako 5-drzwiowy SUV – wersja trzydrzwiowa oraz kabriolet trwale zniknęły z oferty.